# Думбравени (Горж)
Думбравени (рум. Dumbrăveni) насеље је у Румунији у округу Горж у општини Красна. Oпштина се налази на надморској висини од 406 m.

## Становништво
Према подацима из 2002. године у насељу је живело 645 становника, од којих су сви румунске националности.